# Don't Be Shy
Don't Be Shy è un singolo del DJ olandese Tiësto e della cantante colombiana Karol G, pubblicato il 12 agosto 2021 come secondo estratto dall'ottavo album in studio di Tiësto Drive.

## Descrizione
Don't Be Shy, di genere dance, vede per la prima volta Karol G cantare in inglese.

## Video musicale
Il video musicale, diretto da Christian Breslauer, è stato reso disponibile in concomitanza con l'uscita del brano.

## Tracce
Testi e musiche di Tijs Verwest, Carolina Giraldo Navarro, Jonas David Kröper, Teemu Brunila e Yoshi Breen.
1. Don't Be Shy – 2:20

## Formazione
Hanno partecipato alle registrazioni, secondo le note di copertina di Drive:
- Karol G – voce
- Tiësto – produzione
- Teemu Brunila – tastiera, programmazione, produzione
- Dave Kutch – mastering
- Rob Kinelski – missaggio
- Gina Tucci – direzione A&R
- Mikey Parker – direzione A&R

## Classifiche

### Classifiche settimanali
| Classifica (2021-23) | Posizione massima |
| -------------------- | ----------------- |
| Argentina            | 33                |
| Belgio (Vallonia)    | 49                |
| Bielorussia          | 111               |
| Canada               | 79                |
| Croazia              | 6                 |
| El Salvador          | 6                 |
| Estonia              | 183               |
| Francia              | 165               |
| Grecia               | 61                |
| Irlanda              | 64                |
| Italia               | 80                |
| Kazakistan           | 116               |
| Lituania             | 31                |
| Paesi Bassi          | 27                |
| Paraguay             | 148               |
| Perù                 | 19                |
| Polonia              | 4                 |
| Portogallo           | 74                |
| Repubblica Ceca      | 68                |
| Romania              | 5                 |
| Russia               | 2                 |
| Slovacchia           | 22                |
| Spagna               | 58                |
| Stati Uniti          | 124               |
| Svezia               | 81                |
| Svizzera             | 47                |
| Ucraina              | 6                 |
| Ungheria             | 22                |

### Classifiche di fine anno
| Classifica (2021) | Posizione |
| ----------------- | --------- |
| Croazia           | 80        |
| Polonia           | 56        |
| Russia            | 43        |
| Ungheria          | 78        |
| Classifica (2022) | Posizione |
| Russia            | 42        |
| Ucraina           | 16        |
| Classifica (2023) | Posizione |
| Russia            | 184       |
| Ucraina           | 59        |
| Classifica (2024) | Posizione |
| Ucraina           | 150       |